# Riccardo Petrella
Riccardo Petrella (La Spezia Liguria, 5 de agosto de 1941), es un politólogo y economista italiano, que obtuvo un doctorado en Ciencias Políticas y Sociales en la Universidad de Florencia (Italia).
Profesor en la Universidad Católica de Lovaina, sus ideas se inscriben en una tradición que fusiona el cristianismo, el personalismo, y el solidarismo.
A él se debe la fundación en 1991 del llamado Grupo de Lisboa, compuesto de una veintena de miembros universitarios, dirigentes de empresas, periodistas, y responsables culturales, orientados a promover análisis críticos de las estructuras actuales impuestas o inducidas por la mundialización.

## Biografía
Riccardo Petrella fue nombrado doctor honoris causa de la Universidad de Umeå, de la Universidad de Roskilde, de la Katholieke Universiteit Brussel, de la Faculté Polytechnique de Mons, del Instituto Politécnico de Grenoble, y de la Universidad de Quebec en Montreal.
De 1967 a 1975, fue secretario científico y luego director del Centro Europeo de Coordinación de investigaciones en Ciencias Sociales (en francés, 'Centre Européen de Coordination de Recherche en Sciences Sociales), en Viena (Austria). De 1976 a 1978 fue senior researcher (investigador principal) en el 'Consejo Internacional de Ciencias Sociales' (en francés, 'Conseil International des Sciences Sociales'), en París (Francia), además de ser Ford Foundation Fellow.
De diciembre de 1978 a 1994, dirigió el Programa FAST (« Forecasting and Assessment in Science and Technology ») en la Comisión Europea de la Comunidad Europea en Bruselas (Bélgica).
A partir de 1982, fue profesor invitado y luego profesor extraordinario en la Universidad Católica de Lovaina (Bélgica), donde especialmente enseñó y se refirió a la « Mundialización de la economía », y desde 2006 pasó a la categoría emérito. También fue profesor invitado en la VUB (Vrije Universiteit Brussel), entre 1999 y 2005. 
También son a destacar sus actividades docentes en materia de ecología humana en la Accademia di Architettura de Mendrisio (Italia).
De junio de 2005 a diciembre de 2006, se desempeñó como presidente del Acueducto de Apulia (Italia).
También fue el gran impulsor, y uno de los fundadores, en 1991, del Grupo de Lisboa.
Partiendo del « Manifiesto del agua », fundó también en 1997, el 'Comité Internacional para un Contrato Mundial sobre el Agua' (donde es el secretario general). 
A partir del 2003, es uno de los impulsores de la Universidad del Bien Común, cuya actividad a título experimental comenzó en Italia (Facultad del Agua) y en Bélgica (Facultad de la Alteridad).

## La defensa del derecho universal y prioritario de acceso al agua
Entre otras cosas, Petrella constató que la desertificación, la salinización, la destrucción de las zonas húmedas, y el agotamiento de las napas freáticas, aumentan en forma notoria y sostenida en nuestro mundo, y que además, las dificultades o la imposibilidad de acceder al agua, son fuentes crecientes de conflictos sociales e incluso conflictos armados (« las guerras del agua » en Asia Menor, en el Medio Oriente, y también en otros países asiáticos ; violentos conflictos en las calles de Karachi en 1998, después de 48 horas de detención del suministro de agua ; un millón de personas murieron casi de hambre y de sed en Papuasia-Nueva-Guinea durante la sequía ocurrida en 1997, mientras que en Manila, 40 % de la población sufre de falta de agua potable, con la contradicción que 50 % de la producción de agua se perdía vía fugas en la red de suministro, o se poluía mezclándose con las aguas servidas, las que no son tratadas dado que no se aplica ningún sistema de depuración. En Francia, en Essonne, la central Franco bombea 2,7 millones de m³ por año de agua pura en una napa que no se renueva nada más que muy lentamente, dado que allí se fabrican microcomponentes electrónicos para IBM, y a pesar de que esta napa está teóricamente protegida por el sistemaSAGE. En muchos lugares, el agua a la que se puede acceder está polucionada o muy polucionada, mientras que el agua potable se malgasta (en las cisternas domésticas por ejemplo, al lavarse las manos en los toilettes, o vía fugas en las cañerías).
En los años 1990, Riccardo Petrella se implicó en forma importante en la protección del agua, primero a través de la idea de un Manifiesto (mundial) del agua (iniciativa del Grupo de Lisboa –en francés, 'Groupe de Lisbonne'– y de la Fundación Mario Soares). Dicho manifiesto es sostenido e impulsado por el Comité Promoteur Mondial pour le Contrat de l'Eau, presidido por Mario Soares, y aglutinando responsables africanos, sudamericanos, asiáticos, y oeste-europeos, tomando como principio que el agua es un bien común, que se deriva del ejercicio de la ciudadanía y de la democracia, y estableciendo en particular que « toda política respecto del agua, implica un alto grado de democracia a nivel local, nacional, continental, y mundial » (« el acceso al agua necesariamente pasa por un acuerdo estratégico-social »). Ya es tiempo de doblegar tanto las lógicas de los señores de la guerra como la de los conflictos económicos para la hegemonía y la conquista de los mercados », establece uno de los subtítulos de este manifiesto). Y luego agregando que « el derecho al agua » es un derecho inalienable, individual, y colectivo.
Para mejor manejar todas estas cuestiones, Riccardo Petrella fundó en 1997 el 'Comité International pour un Contrat Mondial de l'Eau', desempeñándose allí con el cargo de secretario general. 
Estima además que las luchas por el agua no deben ser formales, y/o basadas sobre lógicas comerciales e intereses privados, y/o establecidas sobre la base de la simple competencia por el recurso y por la conquista del mercado del agua, establecidas hoy día estas últimas por grandes empresas francesas y de otras nacionalidades (Suez, Veolia), ya que el agua es mucho más que un bien económico o que un material transable. Es necesario establecer una política de acceso a este recurso para todos, así como una gestión integrada y regulatoria, para así minimizar los conflictos bajo consignas solidarias.
A Riccardo Petrella mucho le inquieta constatar que algunos servicios públicos referentes al agua pasan poco a poco bajo el control de empresas privadas, que así, casi inadvertidamente, pasan a controlar una parte importante de este recurso estratégico, que algunos llaman el oro azul : hacia fines de los años 1990, Petrella citó a Bechtel (empresa estadounidense) y a la empresa francesa Suez Lyonnaise des Eaux, que en 1997 y 1998 se desvincularon de los respectivos contratos de gestión para diez de las ciudades mayores del mundo. Petrella también denuncia el abandono de la gestión local del agua, en provecho de la toma de poder de nuevos « señores » para quienes el agua es solamente una fuente de poder, de riqueza, y de dominación. Su propuesto contrato mundial sobre el agua reposa sobre el principio que este vital elemento pertenece a todos los habitantes de la Tierra, puesto que es vitalmente necesario para los humanos y para la propia vida sobre el planeta. Este contrato tiene un doble objetivo :
- acceso de base al agua (considerada como bien público) para todos y cada uno de los habitantes ;
- gestión solidaria y sustentable del agua, por ser una obligación en cuanto a la necesaria solidaridad así como en cuanto a la coherencia mundial y local, con pleno respeto de las libertades y de los derechos de las generaciones futuras, así como de protección y de respeto hacia el ecosistema Tierra.[7][8]

Dix ans plus tard, il estime que le monde est victime d'une mystification mondiale initiée par les lobbies industriels de l'eau, et en particulier par de grandes entreprises françaises de l'eau. Elles ont convaincu la banque mondiale et les gouvernements qu'il n'y a que l'argent qui commandera un comportement rationnel des individus, et que donner un prix à l'eau et la privatiser était un moyen de la mieux gérer et protéger. L'industrie a fait valoir l'intérêt d'un « partenariat public-privé » (PPP) où le public fixe les règles, mais où le public se prive ainsi des taxes qui finançaient autrefois les grandes infrastructures de l'eau. Petrella dénonce le fait que les aqueducs, barrages, zones humides,  etc. ne risquent d'être financés et entretenus par le privé que pour les plus riches, car la logique du privé est celle d'un retour sur investissement élevé et rapide, qui implique donc une marchandisation accrue de l'eau. Petrella dénonce aussi le fait que les Forums mondiaux de l'eau, et que le conseil mondial de l'eau ont été créés par des entreprises privées (et en 2009 présidé par le président de la société française Eau de Marseille, dont le capital est en fait en grande partie possédé par Suez et Veolia).
Petrella note aussi que nous payons le coût des tuyaux et de la distribution, et non la valeur réelle (peut-être inestimable) des services écologiques qui entretiennent le cycle de l'eau et son épuration par les écosystèmes. C'est en outre le consommateur final qui - de plus en plus - paye l'eau, indépendamment de la manière dont il va ou non la gaspiller et la salir. Les lobbies de l'eau ont selon Petrella fait croire au monde que « l'eau finance l'eau » (comme si l'hôpital pouvait financer l'hôpital ajoute-t-il), alors que l'abandon de la fiscalité appauvrit les collectivités qui ont confié la gestión de l'eau au privé, se privant de la capacité d'un financement partagé et équilibré (sans objectif vénal) du bien commun essentiels à la vie qu'est l'eau.
Petrella estime que les promoteurs de la privatisation de l'eau et du PPP se trompent et trompent les citoyens en affirmant que c'est le souci de l'économie d'argent qui guide nos actes. Il en veut pour exemple l'usage commun bien que totalement irrationnel de l'eau potable dans les chasses d'eau des toilettes (30 à 40 % de la consommation d'un ménage ayant un mode de vie occidental, soit rien que pour l'Italie une consommation annuelle équivalente au besoin annuel total en eau potable de toute l'Afrique ! Même sans rapidement utiliser les toilettes sèches qui existent, et qui seraient encore moins chères, l'utilisation d'eaux grises ou résiduelles permettraient d'économiser chaque année des milliards de litres d'eau potable.
Le second sommet mondial de la terre (Johannesburg, 2002) a surtout été consacré à l'eau, mais via les partenariats public-privé en 2009, et R. Petrella et ses partenaires ne constatent pas de progrès significatif et militent toujours pour que chacun ait un droit minimal d'accès à l'eau, car en 2009, alors qu'il faut faire subsister environ 7 milliards d'humains, selon l'ONU ; 
- près de 400 000 000 d'humains sont desservis en eau par le privé (pour près de la moitié par des entreprises françaises ou leur filiales), mais ;
- près de 3 milliards de gens ne disposent pas de latrines et sont ainsi gravement exposés aux maladies hydriques, tout en polluant l'eau ;
- 2 milliards de gens n'ont simplement pas accès à une eau potable ;
- la pollution générale des sols, rivières et mers progresse, ainsi que la désertification progressent.

Petrella dit que l'eau – comme d'autres problèmes écologiques – va s'imposer comme problème prioritaire pour le monde, et que, bien que des solutions soient connues et applicables, l'énergie (pétrole, gaz, charbon, nucléaire) reste (avec en 2009 la crise financière et économique) en tête des agendas des gouvernants. Avec Petrella, Maude Barlow ajoute que notre mauvaise gestion de l'eau (via la déforestation, l'irrigation, le drainage irrationnels et la désertification notamment) exacerbe en outre les dérèglements climatiques et leurs effets.

En 2009, Petrella propose donc aux citoyens de collaborativement rédiger un mémorandum (ou protocole, ou pacte mondial pour l'eau, que le parlement européen accepte d'accompagner), qui ne serait pas une obligation mais une forme de programme citoyen, devançant celui des gouvernements qui peinent à s'accorder sur cette question (il existe une convention mondiale sur la biodiversité et une convention et un protocole sur le climat, mais non sur l'eau, les sols ou la forêt).
Petrella también convoca a dirigentes y responsables, y les manifiesta : « Hacer la paz con el agua » implica trascender fronteras, enfrentándose a adversidades políticas y a ciertas cuestiones de las soberanías nacionales, que en el siglo XIX constituyeron un progreso en variados aspectos, pero que hoy día interfieren y dificultan la gestión común de los recursos naturales más importantes e imprescindibles para la vida ; la actual desordenada situación es fuente de injusticias, de crecimiento de las desigualdades, y de la propia mala gestión de los recursos. Enfatiza Ricardo Petrella que los recursos naturales deben ser considerados como un bien común de la humanidad, llamando la atención en relación a que en este mundo moderno muchas cosas se han globalizado y mundializado (los transportes, el comercio, la agricultura, la cultura, las finanzas …), aunque aún no se ha podido garantizar un acceso equilibrado y justo a los recursos. Ante tal situación, Petrella propone establecer « una nueva soberanía responsable y compartida », en relación al agua y a otros recursos naturales también muy importantes.

## Riccardo Petrella, defensor del bien público
Son muy valientes sus posiciones generales contra la mercantilización del mundo, por la defensa del bien común, contra la privatización de los recursos que son vitales para el hombre (el agua en particular), y aún la renta de subsistencia que por razones éticas debería ser acordada a todos los ciudadanos en condiciones difíciles. Todo ello hace de Riccardo Petrella una de las figuras emblemáticas del altermundismo del siglo XXI.